# 切里科夫區
切里科夫區（羅馬化：Cherikovskiy rayon）是白俄羅斯東部莫吉廖夫州的一個區，行政中心为切里科夫，面積1,020.20平方公里，2009年人口14,875，人口密度每平方公里14.55人。